# محمد صخر الماطری
محمد صخر الماطریی (عربی: محمد صخر الماطري؛ زادهٔ ۲ دسامبر ۱۹۸۱) سیاستمدار، بانکدار و کارآفرین اهل تونس است، که در سال ۲۰۰۹ بانک زیتون را تأسیس کرد.